# Holubeatîn, Popilnea
Holubeatîn (în ucraineană Голуб`ятин) este o comună în raionul Popilnea, regiunea Jîtomîr, Ucraina, formată numai din satul de reședință.

## Demografie
Componența lingvistică a comunei Holubeatîn
     Ucraineană (96,03%)
     Română (2,65%)
     Rusă (1,16%)
Conform recensământului din 2001, majoritatea populației comunei Holubeatîn era vorbitoare de ucraineană (96,03%), existând în minoritate și vorbitori de română (2,65%) și rusă (1,16%).